# Veet
Veet is een merk van ontharingsproducten voor mannen en vrouwen. De merknaam is in handen van Reckitt Benckiser. Er bestaan producten in de vorm van crèmes, mousse en was. De werking berust op vernietiging van de keratine waaruit haar bestaat.